# Saunders Roe Princess
El Saunders-Roe SR.45 Princess era un hidroavión comercial británico desarrollado y construido por la compañía Saunders-Roe en sus instalaciones de Cowes en la Isla de Wight . Tiene la distinción de ser el hidrocanoa totalmente metálico más grande que se haya construido.
El SR.45 Princess había sido desarrollado para servir como un sucesor más grande y más lujoso de los hidrocanoas comerciales de antes de la guerra, como el Short Empire . Estaba destinado a servir la ruta transatlántica, transportando hasta 100 pasajeros entre Southampton y Nueva York en condiciones amplias y confortables. Para lograr esto, se decidió desde el principio utilizar la tecnología de turbopropulsión recientemente desarrollada, optando por el motor Bristol Proteus en desarrollo para impulsar el avión. El proyecto sufrió retrasos debido a las dificultades encontradas en el desarrollo de dicho motor.
El 22 de agosto de 1952, el primer prototipo Princess, G-ALUN realizó su primer vuelo. Entre 1952 y 1954, este prototipo realizó un total de 47 vuelos de prueba, incluidas dos apariciones públicas en el Salón Aeronáutico de Farnborough. Este trabajo se llevó a cabo en virtud de un contrato de desarrollo para el Ministerio de Suministros con la intención de que esto condujera a un contrato para la aeronave por parte de la aerolínea de bandera británica British Overseas Airways Corporation (BOAC). Aunque el contrato de desarrollo inicial se había cumplido con éxito, BOAC finalmente decidió centrarse en sus rutas terrestres utilizando el reactor de Havilland DH.106 Comet . La era del gran hidrocanoa había terminado efectivamente antes de la finalización de la aeronave.
El proyecto Princess fue finalmente cancelado después de haberse producido tres ejemplares, de los cuales solo uno alzó el vuelo. A mediados de la década de 1950, los grandes hidrocanoas comerciales estaban siendo desplazados cada vez más por aviones de pasajeros terrestres. Factores tales como las mejoras en las pistas de los aeropuertos aumentaron la viabilidad de dichas aeronaves, que no tuvieron que comprometerse para acomodar el peso y la resistencia adicionales de los cascos que eran necesarios en los hidroaviones, o las medidas de mitigación necesarias contra la corrosión causada por el agua salada. Tras la finalización del proyecto, los tres fuselajes se almacenaron con la intención de venderlos; sin embargo, al recibir una oferta prometedora para las aeronaves, se encontró que la corrosión se había acumulado mientras estaban almacenadas. Como resultado, los tres fuselajes fueron desechados.

## Orígenes
Antes de la Segunda Guerra Mundial, la aerolínea británica Imperial Airways había utilizado con éxito grandes hidrocanoas de pasajeros de largo alcance como el Short Empire y el  Short S.26 para construir una red de rutas de larga distancia. Estos hidrocanoas no solo habían sido pioneros en nuevas rutas aéreas a través del Imperio Británico que anteriormente no habían sido servidas en absoluto; además, los pasajeros eran transportados con un nivel de comodidad sin precedentes, y se les proporcionó un lujoso alojamiento de primera clase, incluido una zona de paseo (promenade) y una cocina (galley) de tamaño considerable, baños separados para hombres y mujeres y cabinas individuales para pasajeros. Sin embargo, las operaciones de estos hidrocanoas se vieron interrumpidas por la guerra, durante la cual Imperial Airways se fusionó con British Airways Ltd para formar British Overseas Airways Corporation (BOAC) en 1940. Aunque las operaciones fueron restringidas los vuelos de estos aparatos, tales el Boeing 314 para la ruta transatlántica continuaron, aunque muchos fueron solicitados para el servicio con la Royal Air Force (RAF), donde normalmente se utilizaron como aviones de patrulla marítima y tareas antisubmarinas.
Durante los años anteriores a la guerra, los hidrocanoas habían sido los preferidos para realizar vuelos de larga distancia ya que, a diferencia de sus homólogos terrestres, no estaban limitados por la longitud de pista disponibles la mayoría de los cuales todavía no contaban con la suficiente longitud, y como se requeriría un avión de largo alcance para transportar una gran carga de combustible, se podría permitir un tamaño mayor de la aeronave sin tener que atender factores tales como pistas de aterrizaje y tamaños de aeródromos limitados. Además, para los servicios a partes remotas del Imperio Británico, la capacidad de aterrizar y despegar de cualquier área de agua disponible fue una clara ventaja para los servicios a esos lugares, muchos de los cuales en ese momento no tenían instalaciones aeroportuarias en todos. Con el final de la Segunda Guerra Mundial, se reanudaron los servicios y se operaron otros tipos, como el Short Hythe  , Short Sandringham , y Short Solent . Sin embargo, la guerra también produjo un legado de grandes pistas de aterrizaje y aeropuertos importantes que antes se usaban con fines militares y que ahora podían satisfacer las necesidades de una generación  de aviones terrestres de mayor tamaño.
Incluso antes del final de la guerra, el Ministerio de Aire británico estaba entusiasmado con las perspectivas de revivir las anteriores rutas de los hidrocanoas. El Ministerio se acercó a dos fabricantes de hidrocanoas británicos, Saunders-Roe (Saro) y Shorts, solicitando que las dos empresas colaborasen en el desarrollo y fabricación de un nuevo aparato del que surgiría el Short Shetland . Saunders-Roe diseñó el Shetland y fabricó el ala mientras que Shorts produjo el resto de la aeronave. Si bien se completaron dos ejemplares de Shetland, el proyecto se consideró un fracaso y el par de barcos voladores se desechó en 1951. Saunders-Roe consideraba que los Shetland no se parecían al hidrocanoa que intentaban desarrollar, pero que por lo demás había sido una experiencia de aprendizaje útil; incluso antes del Shetland, la compañía había querido desarrollar un hidrocanoa más revolucionario.
Durante 1943, los principales diseñadores de Saunders-Roe y Short colaboraron para producir una especificación de diseño preliminar para un gran e innovador hidrocanoa. Esta especificación de diseño definió varios criterios para la aeronave propuesta, que sería el hidrocanoa totalmente metálico más grande jamás construido; los criterios de rendimiento incluían un peso de 140 t, un casco presurizado de “doble burbuja”, una envergadura de 65,23 m, una altura de 17 m y una longitud de 45,11 m. El avión propuesto sería capaz de una velocidad de crucero de 550 km/h a una altitud de 11.277 m, una autonomía (dependiendo de la carga útil) de 8.350 - 5.860 km, y estaría equipado con un lujoso alojamiento para un total de 104 pasajeros.

### Selección y retrasos
Durante 1945, en respuesta a un enfoque realizado por el Ministerio de Abastecimiento británico, que había estado buscando presentaciones de diseño de compañías de aviación para un nuevo hidrocanoa civil de largo alcance previsto, para BOAC para operar sus servicios de pasajeros transatlánticos, Saunders -Roe decidió presentar una oferta basada en la especificación del diseño anterior. Tras las evaluaciones de una variedad de diferentes métodos y configuraciones de propulsión, el equipo de diseño seleccionó el Bristol Proteus entonces en desarrollo, uno de los primeros motores turbohélice para cumplir con los enormes requisitos de potencia del hidrocanoa gigante propuesto. En mayo de 1946, la oferta realizada por Saunders-Roe fue seleccionada como ganadora, lo que llevó a la empresa a recibir un pedido para la producción de tres ejemplares del SR.45.
El trabajo en el SR.45 comenzó casi inmediatamente después de recibir el pedido. Desde una temprana etapa en el desarrollo, el progreso del programa estaba sujeto a un exceso de cronograma y a un costo mayor al previsto, lo que provocó escepticismo sobre la viabilidad del hidrocanoa dentro de la Cámara de los Comunes, que lo consideraba cada vez más poco fiable, con un alto nivel de riesgo y con un excesivo costo. Específicamente, el diseño y la prueba del fuselaje, así como el desarrollo llevado a cabo de manera independiente del motor Proteus para propulsar el SR.45, habían contribuido de manera importante a costos más altos de los esperados. 
En 1951, BOAC realizó una revaluación en profundidad de sus requisitos permanentes, y determinó que la aerolínea actualmente no tenía necesidad del Princess ni de ningún gran hidrocanoa nuevo. La aerolínea ya había optado por terminar sus servicios existentes con hidrocanoas durante 1950. A fines de 1951, se anunció que la construcción de las tres Princess continuaría con la intención de utilizarlos como aviones de transporte en servicio con la RAF. Sin embargo, en marzo de 1952, se anunció que mientras el primer prototipo se completaría, el segundo y el tercero se suspenderían para esperar motores más potentes.

### Las pruebas de vuelo

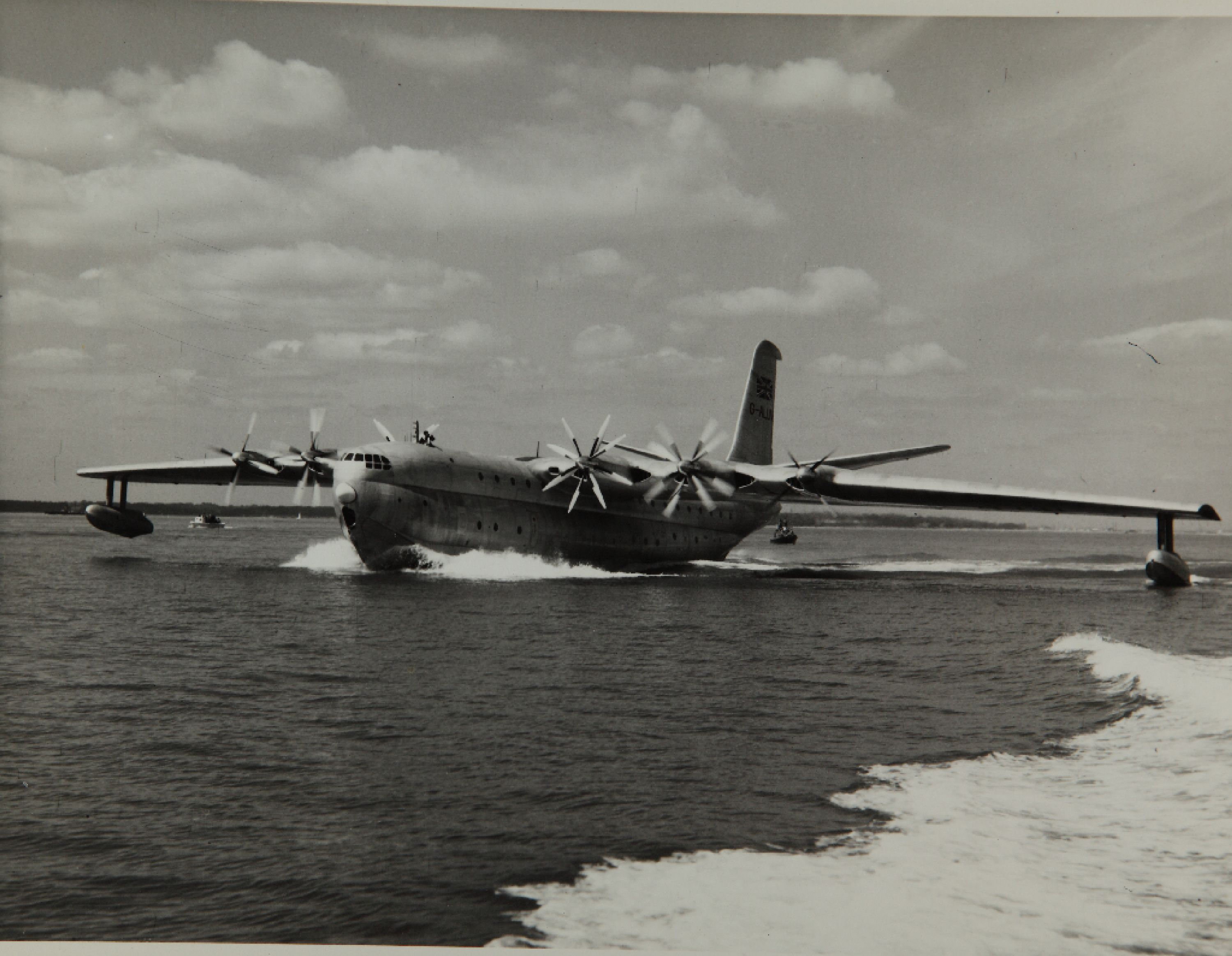

El 22 de agosto de 1952, el prototipo, G-ALUN realizó su vuelo inaugural pilotado por Geoffrey Tyson. El vuelo inicial duró 35 minutos, durante los cuales el aparato realizó una completa circunnavegación de la Isla de Wight. Según el autor de aviación Phillip Kaplan, no se tenía la intención de volar ese día en absoluto y solo se habían programado pruebas de rodaje, y de que Tyson había decidido continuar debido a las excelentes condiciones presentes en el día. El prototipo se sometió rápidamente a varios vuelos de prueba con la esperanza de poder preparar suficientemente el hidrocanoa para aparecer en el Salón Aeronáutico de Farnborough de 1952. Sin embargo, se encontraron indicios de problemas de confiabilidad del motor y esto llevó a que la exhibición de vuelo prevista en Farnborough ese año fuera abandonada. 
A medida que continuaban las pruebas del prototipo, la confiabilidad de los motores y las cajas de engranajes seguía siendo problemática, pero no en la medida en que se evitaban las pruebas en vuelo. La evaluación continuó en 1953, durante la cual se prestó especial atención a abordar las dificultades descubiertas. Durante el Farnborough Airshow de 1953, se mostró el prototipo. Las pruebas de vuelo continuaron hasta el 27 de mayo de 1954, momento en el cual se descubrió que el motor Proteus, una vez perfeccionado, sería capaz de permitir al tipo alcanzar las cifras de rendimiento previstas. El G-ALUN fue el único modelo que fue puesto en vuelo, realizando 46 vuelos de prueba en total durante los cuales se acumularon 100 horas de vuelo.
Princess Air Transport Co Ltd se formó con el objeto de estudiar los factores que afectan la operación de los hidrocanoas Princess y de licitar para su operación si la oportunidad hubiera surgido. El 75 % del capital social estaba en manos de Saunders-Roe Ltd y el resto en Airwork Ltd.

### Final de la producción
Tras la finalización de las pruebas de vuelo realizadas por el prototipo, el gobierno británico tuvo una considerable indecisión sobre el destino del programa. Además del prototipo, otros dos Princess ( G-ALUO y G-ALUP ) estaban en construcción, aunque nunca volarían. Mientras, pendientes de la decisión del gobierno, los tres aviones existentes se almacenaron; uno en Cowes y dos en Calshot Spit; se esperaba que el trabajo en el programa se reiniciara cuando se encontrara un comprador.
Durante los años siguientes, se recibieron varias ofertas con la intención de comprar los Princess, incluidas dos propuestas que habrían implicado propulsar los aviones con motores Rolls-Royce Tyne. En 1954, Aquila Airways ofreció 1 millón de libras por cada unidad almacenada, pero, esta oferta fue rechazada. En 1957, Saro propuso la conversión de las aeronaves para servir como transporte / transportes de tropas terrestres.
En 1964, los tres Princess fueron comprados por Eoin Mekie en nombre de Aero Spacelines , quien planeaba usarlos como aviones de carga para el transporte de componentes del Cohete Saturno V para la NASA . Cuando se retiró el capullo protector, se descubrió que estaban muy corroídos (el contrato de mantenimiento e inspección de la aeronave almacenada había caducado, lo que provocó que los armazones se deterioraran rápidamente) y los tres Princess se desguazaron en 1967. Fueron los últimos aviones comerciales de ala fija producidos por Saunders-Roe. La compañía construyó un diseño más de ala fija, el Saunders-Roe SR.53 un prototipo de interceptor de propulsión mixta, turborreactor y motor cohete. Aparte de esa empresa, la compañía concentró sus esfuerzos principalmente en helicópteros y aerodeslizadores desde entonces.

### Propuestas de reutilización
En 1958, la información sobre el Princess se compartió con la Marina de los Estados Unidos, quienes en ese momento estaba examinando la posibilidad de convertir los tres aviones almacenados para utilizar la energía nuclear. Este interés resultó en el envío de una delegación de Saro a los Estados Unidos con el propósito de discutir la venta de los aviones conservados. Sin embargo, este interés en última instancia, no llegó a concretarse.
Tras el éxito del Aero Spacelines Pregnant Guppy , el constructor John M. Conroy discutió sus conceptos para otros transportes de gran tamaño en Air Progress en su publicación, World's Greatest Aircraft (El avión más grande del mundo) (Petersen Publications, 1973). Conroy consideró que la creación de un transporte de gran tamaño a partir del Princess fue básicamente factible, ya que comparte una construcción de fuselaje de "doble burbuja" similar a la del Modelo Boeing 377 Stratocruiser , en el que se basaron los Guppies. La razón para considerar la producción de tal aeronave fue el deseo de la NASA de poseer un medio para transportar la primera etapa del cohete Saturno V por aire, si esto fuera posible, a Cabo Cañaveral; la capacidad de la aeronave para realizar un aterrizaje en el agua también sería ventajosa para el aterrizaje de proximidad en el mar o en los lagos cercanos en Florida. En última instancia, este plan se consideró poco práctico, aunque los Guppies existentes continuaron funcionando a lo largo del Programa Apolo como un transporte aéreo eficiente del hardware de gran tamaño utilizado en estas misiones.

## Diseño
El SR.45 Princess era el hidrocanoa totalmente metálico más grande jamás construido. Presentaba un fuselaje presurizado de "doble burbuja", que contenía dos cubiertas de pasajeros completas; estas cubiertas tenían espacio suficiente para acomodar hasta 105 pasajeros con gran comodidad. La parte inferior del plano del casco tenía solo un ligero paso en la quilla para minimizar la resistencia del aire. El Princess estaba impulsado por diez motores turbohélice Bristol Proteus. Estos motores movían seis grupos de hélices de cuatro palas; De estas, las cuatro hélices internas eran dobles y contrarotativas, las cuales estaban impulsadas por una versión gemela del Proteus, designada Bristol Coupled Proteus, cada motor impulsó uno de los propulsores. Las dos hélices externas eran individuales y cada una era accionada por un solo motor. 
La cabina del Princess fue diseñada para ser operada por un par de pilotos, dos ingenieros de vuelo, un navegador y un operador de radio. Desde el principio, estaba destinado a equipar a la aeronave con algún tipo de control de vuelo motorizado, incluida una implementación anticipada de vuelo por cable, para que los pilotos pudieran actuar de manera efectiva sus grandes superficies de control, que tendrían que vencer fuerzas igualmente mayores. Sin embargo, se decidió optar por un enfoque de enlace mecánico tradicional que se complementó con una serie de unidades de asistencia eléctrica impulsadas eléctricamente para apoyar efectivamente la actuación.
Los alerones y el timón se dividieron en varias secciones para que, si una parte del sistema de control servoalimentado fallara, una sección defectuosa pudiera "arrastrarse" para que no actuara contra las secciones de trabajo restantes. Si bien el prototipo de la aeronave había sido equipado con controles hidráulicos avanzados (pero convencionales), Saunders-Roe había pretendido que la aeronave de producción utilizara un sistema analógico basado en servos eléctricos con actuadores de control final hidráulicos. Tal sistema se había construido y se había sometido a pruebas en tierra, pero el Princess había sido terminado antes de que cualquier aeronave hubiera sido equipada con el sistema.  

## Especificaciones técnicas
Datos de: Saunders and Saro Aircraft since 1917, British Flying Boats y Flight 1952

### Características generales
Tripulación2 pilotos, 2 ingenieros de vuelo, operador de radio y navegador
Capacidad105 pasajeros en cabinas turísticas y de primera clase / 62.142 kg de carga disponible
Longitud45 m
Envergadura66,90 m con flotadores de aleta retraidos; 63,86 m flotadores extendidos
Altura16,99 m
Área del ala466,3 m²
Perfil"Sección Goldstein modificada por Saro" a "Serie NACA 4415 modificada" en la punta
Peso en vacío86.183 kg
Peso bruto149.685 kg
Peso máximo de despegue156.501 kg
Capacidad de combustible63.645.3 l en cuatro tanques integrales de ala interior
Modelo motor4 × Bristol Coupled-Proteus 610 turbopropulsor, 5.000 hp (3.700 kW) cada una + 1.660 lbf (7,38 kN) empuje residual a 10.000 rpm al nivel del mar / 2 × motores Bristol Proteus 600 Turbopropulsores, 2.500 hp (1.900 kW) cada uno + 820 lbf (3,65 kN) empuje residual a 10.000 rpm
Hélices4 palas de Havilland de velocidad constante, hélices Duralumin de pluma rápida.5,03 m de diámetro

## Rendimiento
Velocidad máxima611 km/h (330 kn) a 11.000 m
Velocidad de crucero579 km/h (313 kn) a 9.900 m
Velocidad de pérdida181 km/h (98 kn) flaps y flotad. hacia abajo
Autonomía5.720 mi (4.971 nmi; 9.205 km)
Resistencia15 horas
Techo de servicio12.000 m absolutos
Velocidad de ascenso9,7 m/s a 296 km/h (160 kn) al nivel del mar